# Camponotus polynesicus
Camponotus polynesicus é uma espécie de inseto do gênero Camponotus, pertencente à família Formicidae.